# Тихомиров, Николай Иванович (офтальмолог)
Николай Иванович Тихомиров (1843—1913) — офтальмолог, лейб-окулист Высочайшего двора. Действительный тайный советник.
Брат архитекторов К. И. Тихомирова и С. И. Тихомирова.

## Биография
Родился в 1843 году. 

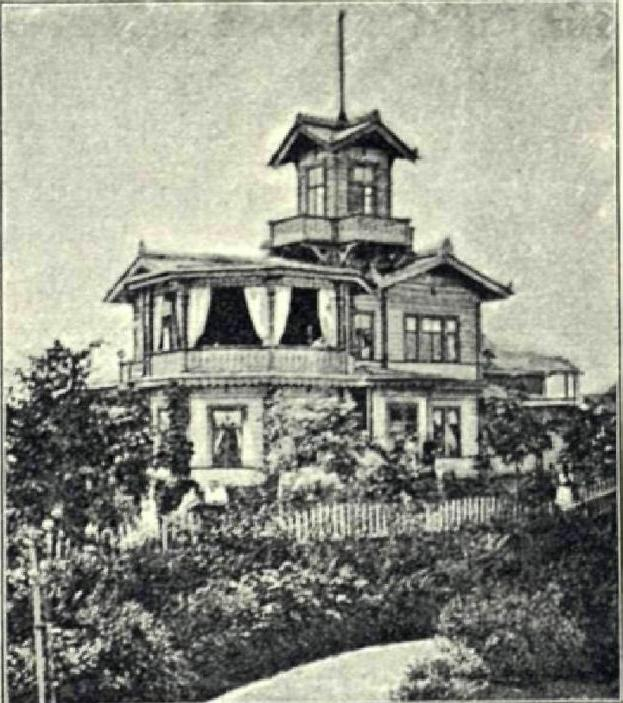
Дача Н. И. Тихомирова в Озерках. Архитекторы К. И. Тихомиров и С. И. Тихомиров.

После окончания Медико-хирургической академии в 1865 году был оставлен при ней для подготовки к профессорскому званию. В 1867 году за диссертацию «О явлениях диффузии через живую роговую оболочку» он был удостоен степени доктора медицины.
С 1869 года состоял ассистентом глазного отделения клинического военного госпиталя, а с 1874 года, ещё и врачом Троицкой общины сестер милосердия.
В 1883 году был назначен окружным окулистом Санкт-Петербургского военного округа. Им был составлен «Краткий очерк глазной болезненности в Петербургском военном округе за 1884-1886 годы» ([Киев]: тип. Е. Т. Керер, аренд. Н. Пилющенко и К°, ценз. 1887).
Был почётным лейб-окулистом, а с 1897 года — лейб-окулистом Высочайшего двора, сменив на этой должности И. Х. Магавли. Лечил И. А. Гончарова.
Кроме диссертации, им было написано «Наставление для определения остроты зрения. С приложением 2 таблиц букв и знаков» (СПб.: тип. Тренке и Фюсно, 1884. — 13 с.), а также ряд статей по офтальмологии, в числе которых: «Освещение классных помещений» (СПб.: тип. А. Хомского и К°, 1894. — 34 с.) и «Искусственное освещение классов в учебных заведениях. Доклад 3-му Съезду рус. зодчих]» (СПб.: тип. журн. «Строитель», 1900).
Тихомиров редактировал журнал «Народное здравие».
Умер 28 октября (10 ноября) 1913 года в чине действительного тайного советника.